# Élections générales espagnoles de novembre 2019 dans la région de Murcie
Les élections générales espagnoles de novembre 2019 (en espagnol : Elecciones generales de España de noviembre de 2019) se tiennent le dimanche 10 novembre 2019 afin d'élire les 350 députés et 208 des 266 sénateurs de la XIVe législature des Cortes Generales. 10 députés sont élus en Murcie.

## Résultats
| Parti                  | Parti                                                   | Voix      | %     | +/-   | Sièges | +/-           |  |
| ---------------------- | ------------------------------------------------------- | --------- | ----- | ----- | ------ | ------------- |  |
|                        | Vox                                                     | 199 829   | 27,95 | 9,33  | 3      | 1             |  |
|                        | Parti populaire (PP)                                    | 189 500   | 26,51 | 3,08  | 3      | 1             |  |
|                        | Parti socialiste ouvrier espagnol (PSOE)                | 177 154   | 24,78 | 0,01  | 3      | en stagnation |  |
|                        | Unidas Podemos (UP)                                     | 63 461    | 8,88  | 1,53  | 1      | en stagnation |  |
|                        | Ciudadanos (Cs)                                         | 53 201    | 7,44  | 12,10 | 0      | 2             |  |
|                        | Más País                                                | 13 439    | 1,88  | Nv.   | 0      | en stagnation |  |
|                        | Parti animaliste contre la maltraitance animale (PACMA) | 7 005     | 0,98  | 0,40  | 0      | en stagnation |  |
|                        | Nous sommes région (SR)                                 | 2 328     | 0,33  | 0,32  | 0      | en stagnation |  |
|                        | Parti communiste ouvrier espagnol (PCOE)                | 990       | 0,14  | 0,01  | 0      | en stagnation |  |
|                        | Recortes Cero-Grupo Verde (RC-GV)                       | 881       | 0,12  | 0,06  | 0      | en stagnation |  |
|                        | Autres partis                                           | 1 887     | 0,26  | -     | 0      | -             |  |
|                        | Vote blanc                                              | 5 253     | 0,73  | 0,11  |        |               |  |
|                        |                                                         |           |       |       |        |               |  |
| Suffrages exprimés     | Suffrages exprimés                                      | 714 927   | 98,97 |       |        |               |  |
| Votes nuls             | Votes nuls                                              | 7 418     | 1,03  |       |        |               |  |
| Total                  | Total                                                   | 722 345   | 100   | -     | 10     | en stagnation |  |
| Abstention             | Abstention                                              | 339 496   | 31,97 |       |        |               |  |
| Inscrits/Participation | Inscrits/Participation                                  | 1 061 841 | 68,03 |       |        |               |  |